# تأثيرات الحرب

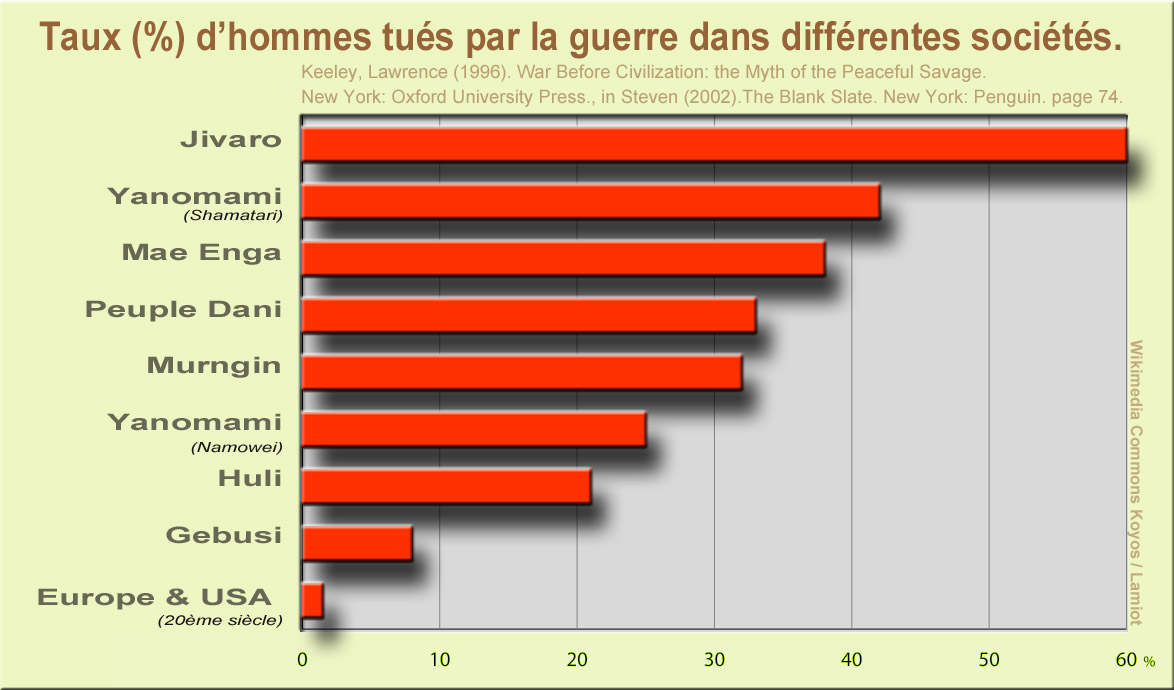
نسبة وفيات الحرب بين الرجال، لمختلف المجتمعات البشرية. يقارن الرسم البياني بين قبائل الأمازون وغينيا الجديدة والولايات المتحدة وأوروبا في القرن العشرين.

تنتشر تأثيرات الحرب على نطاق واسع ويمكن أن تكون طويلة الأمد أو قصيرة الأمد. يختبر الجنود الحرب بشكل مختلف عن المدنيين على الرغم من معاناتهم في أوقات الحرب، فضلًا عن المعاناة والفظائع التي يعيشها النساء والأطفال. في العقد الماضي، كان ما يقارب المليوني شخص الذين يقتلون في النزاعات المسلحة من الأطفال. وتُعد الصدمة واسعة النطاق التي تسببها هذه الفظائع ومعاناة السكان المدنيين إرثًا آخر لهذه الصراعات، وما يلي ذلك يخلق ضغوطًا نفسية وعاطفية واسعة النطاق.
تُلحق الحروب الداخلية الحالية بشكل عام خسائر بالمدنيين أكثر من حروب الدولة. ويرجع ذلك إلى الاتجاه المتزايد في جعل المقاتلين استهداف المدنيين هدفًا استراتيجيًا. إن نزاع الدولة هو صراع مسلح يحدث باستخدام القوة المسلحة بين طرفين، أحدهما هو حكومة دولة. تشمل المشاكل الثلاث التي يطرحها الصراع داخل الدول استعداد أعضاء الأمم المتحدة -لا سيما أقوى عضو- للتدخل؛ والقدرة الهيكلية للأمم المتحدة على الاستجابة، وما إذا كان ينبغي تطبيق المبادئ التقليدية لحفظ السلم على الصراع داخل الدول. تشمل آثار الحرب أيضًا التدمير الشامل للمدن ولها آثار طويلة الأمد على اقتصاد البلد. وللنزاع المسلح عواقب سلبية غير مباشرة مهمة على البنية التحتية وتوفير الصحة العامة والنظام الاجتماعي. وغالبًا ما يجري تجاهل هذه العواقب غير المباشرة وعدم تقديرها.

## ماذا يعني النزاع المسلح؟
لا يُعد النزاع المسلح محددًا بوضوح دوليًا من خلال تعريف خاص به. وفقًا لاتفاقيات جنيف لعام 1949، تنص المادة 2 المشتركة على أن النزاع المسلح ينطبق على «جميع حالات الحرب المعلنة أو أي نزاع مسلح قد ينشأ بين طرفين أو أكثر من الأطراف المتعاقدة السامية، حتى إذا لم يجرِ الاعتراف بحالة الحرب، تنطبق الاتفاقية أيضًا على جميع حالات الاحتلال الجزئي أو الكلي لأراضي أحد الأطراف السامية المتعاقدة حتى لو لم يواجه هذا الاحتلال مقاومة مسلحة». يعمل القانون الإنساني الدولي على حماية حقوق المدنيين وكرامتهم في أثناء السلم والنزاع المسلح مع وجود التزامات قانونية لأطراف النزاع فيما يتعلق بحقوق الأشخاص غير المشاركين في النزاع. تستمر النزاعات الحالية في الحدوث مع استمرار حدوث انتهاكات لحقوق الإنسان وتدمير الممتلكات بسبب مصالح الدول.

## آثار الحرب على الاقتصاد
قد يعاني الاقتصاد من آثار مدمرة في أثناء الحرب وبعدها. وفقا لشانك، «تحدث العواقب السلبية غير المقصودة إما بالتزامن مع الحرب أو تتطور كآثار متبقية بعد ذلك، ما يعيق الاقتصاد على المدى الطويل». في عام 2012، قُدر الأثر الاقتصادي للحرب والعنف بنحو11 ٪ من إجمالي الناتج العالمي GWP أو 9.46 تريليون دولار. فقد تتعطل الأنشطة اليومية للمجتمع أو البلد وقد تتضرر الممتلكات. عندما يبتعد الناس عن منازلهم ومناطق سكنهم فلا يمكنهم الاستمرار في العمل أو الحفاظ على وظائفهم، ما يسبب أضرارًا باقتصاد البلدان المعنية. قد تقرر الحكومة توجيه الأموال لتمويل الجهود الحربية، ما يترك
المؤسسات الأخرى بميزانية قليلة أو معدومة.
في بعض الحالات، تحفز الحرب اقتصاد الدولة (غالبًا ما يُنسب الفضل إلى الحرب العالمية الثانية في إخراج أمريكا من الكساد الكبير). وفقًا للبنك الدولي، إذا هدأت الصراعات في البلد، وفي حالة حدوث انتقالٍ إلى الديمقراطية، فإن ما يلي سيؤدي إلى زيادة النمو الاقتصادي من خلال تشجيع الاستثمار في البلد وشعبها والتعليم وإعادة الهيكلة الاقتصادية وتوفير الصالح العام وتقليل الاضطرابات الاجتماعية. نادرًا ما يكون للنزاع آثار إيجابية على الاقتصاد، فوفقًا للبنك الدولي، «تواجه البلدان المتاخمة لمناطق الصراع ضغوطًا هائلة في الميزانية. ويقدر البنك الدولي أن تدفق أكثر من 630 ألف لاجئ سوري يكلف الأردن أكثر من 2.5 مليار دولار سنويًا. هذه المبالغ تشكل 6 في المئة من الناتج المحلي الإجمالي وربع الإيرادات السنوية للحكومة». إحدى الفوائد الأكثر شيوعًا للاقتصاد هي ارتفاع نمو الناتج المحلي الإجمالي. حدث هذا طوال فترات الصراع، باستثناء فترة الحرب في أفغانستان والعراق. ومن الأمور الأخرى التي تُذكر بشكل شائع هي أن الحرب العالمية الثانية أنشأت الظروف المناسبة للنمو المستقبلي وأنهت الكساد الكبير.
في الحالات السابقة، مثل حروب لويس الرابع عشر والحرب الفرنسية البروسية (الحرب الفرنسية الألمانية) والحرب العالمية الأولى، لا تؤدي الحرب إلا إلى الإضرار باقتصاد البلدان المتورطة في الحرب. على سبيل المثال، تسبب تورط روسيا في الحرب العالمية الأولى في إلحاق الضرر بالاقتصاد الروسي لدرجة أنه كاد ينهار وساهم بشكل كبير في اندلاع الثورة الروسية عام 1917.